# (70,24,8)-Blockplan
Der (70,24,8)-Blockplan ist ein spezieller symmetrischer Blockplan. Um ihn konstruieren zu können, musste dieses kombinatorische Problem gelöst werden: eine leere 70 × 70 - Matrix wurde so mit Einsen gefüllt, dass jede Zeile der Matrix genau 24 Einsen enthält und je zwei beliebige Zeilen genau 8 Einsen in der gleichen Spalte besitzen (nicht mehr und nicht weniger). Das klingt relativ einfach, ist aber nicht trivial zu lösen. Es gibt nur gewisse Kombinationen von Parametern (wie hier v = 70, k = 24, λ = 8), für die eine solche Konstruktion überhaupt machbar ist. In dieser Übersicht sind die kleinsten solcher (v,k,λ) aufgeführt.

## Eigenschaften
Dieser symmetrische Blockplan hat die Parameter v = 70, k = 24, λ = 8 und damit folgende Eigenschaften:
- Er besteht aus 70 Blöcken und 70 Punkten.
- Jeder Block enthält genau 24 Punkte.
- Je 2 Blöcke schneiden sich in genau 8 Punkten.
- Jeder Punkt liegt auf genau 24 Blöcken.
- Je 2 Punkte sind durch genau 8 Blöcke verbunden.

## Existenz und Charakterisierung
Es existieren mindestens 28 nichtisomorphe 2-(70,24,8) - Blockpläne. Zwei dieser Lösungen sind:
- Lösung 1 (dual zur Lösung 2) mit der Signatur 56·1, 14·12. Sie enthält 224 Ovale der Ordnung 3.
- Lösung 2 (dual zur Lösung 1) mit der Signatur 56·12, 14·16. Sie enthält 224 Ovale der Ordnung 3.

## Liste der Blöcke
Hier sind alle Blöcke dieses Blockplans aufgelistet; zum Verständnis dieser Liste siehe diese Veranschaulichung
- Lösung 1

```
  1   2   3   5   8  10  11  12  16  19  20  24  26  27  29  30  31  41  51  56  60  62  66  69
  2   3   4   6  10  12  13  14  15  18  19  25  27  30  31  32  38  42  45  52  57  58  61  67
  3   4   5   7   9  11  12  13  15  19  20  21  22  26  33  43  46  52  53  57  59  62  68  70
  1   4   5   6   8  11  13  14  22  23  27  28  34  38  44  47  51  52  53  54  58  60  68  69
  2   5   6   7   9  10  11  14  15  17  20  23  24  31  35  48  53  54  55  59  61  63  67  69
  1   3   6   7   8   9  12  14  22  24  25  36  39  49  54  55  56  57  58  60  62  64  67  70
  1   2   4   7   8   9  10  13  23  25  26  30  37  38  40  50  51  55  56  59  61  65  68  70
  1   2   3   5   8  10  11  12  15  17  18  21  28  34  36  37  38  43  45  48  50  54  64  70
  2   3   4   6  10  12  13  14  16  17  20  21  22  28  29  35  37  39  44  46  49  51  55  65
  3   4   5   7   9  11  12  13  16  17  18  23  31  32  36  39  40  44  47  50  56  58  63  66
  1   4   5   6   8  11  13  14  24  29  30  32  33  37  39  40  41  45  46  48  57  59  63  64
  2   5   6   7   9  10  11  14  16  18  19  21  25  33  34  40  41  42  47  49  60  64  65  68
  1   3   6   7   8   9  12  14  26  32  34  35  41  42  43  44  46  48  50  52  61  65  66  69
  1   2   4   7   8   9  10  13  27  28  29  33  35  36  42  43  45  47  49  53  62  63  66  67
  1   2   3   5  15  16  22  23  25  28  29  39  41  47  50  52  53  57  59  61  64  65  66  67
  2   3   4   6  17  18  22  23  24  26  29  32  40  42  45  48  53  54  60  62  65  66  68  70
  3   4   5   7  18  21  23  24  25  27  33  38  39  41  43  45  46  49  51  54  55  61  66  69
  1   4   5   6  15  20  21  24  25  26  28  31  34  40  42  44  45  46  47  50  55  56  62  67
  2   5   6   7  17  21  22  25  26  27  29  30  35  38  41  43  44  47  48  56  57  58  63  70
  1   3   6   7  15  18  19  20  23  26  27  28  30  36  39  42  44  48  49  51  59  63  64  68
  1   2   4   7  15  17  19  22  24  27  31  37  40  43  46  49  50  52  58  60  63  64  65  69
  8  10  11  12  15  16  24  26  27  39  40  43  44  45  47  48  49  53  55  57  58  61  65  68
 10  12  13  14  15  21  22  25  27  28  32  40  41  48  49  50  54  56  59  62  63  66  68  69
  9  11  12  13  15  17  22  23  26  29  30  33  38  41  42  44  45  49  50  55  60  64  67  69
  8  11  13  14  18  19  20  21  22  23  24  27  29  34  39  42  43  50  56  61  63  65  67  70
  9  10  11  14  15  18  23  24  25  28  29  30  35  40  43  44  46  51  52  58  62  64  66  70
  8   9  12  14  17  18  19  22  24  25  26  28  31  36  38  41  45  46  47  51  53  59  63  65
  8   9  10  13  17  20  21  23  25  26  27  31  37  39  42  46  47  48  52  54  57  60  64  66
  1   5  10  12  17  19  23  25  27  32  33  34  35  39  44  45  52  55  59  60  62  63  65  70
  2   6  12  13  15  21  24  26  33  34  35  36  38  39  40  51  52  53  56  60  61  63  64  66
  3   7  11  13  20  22  25  27  30  31  34  35  36  37  40  41  44  45  53  54  61  62  64  65
  1   4  11  14  15  16  19  21  23  26  35  36  37  38  41  42  54  55  57  58  62  63  65  66
  2   5   9  14  16  20  22  24  27  32  36  37  38  42  43  44  45  52  55  56  59  64  66  68
  3   6   8   9  15  16  20  21  23  25  28  30  32  33  37  43  45  53  56  58  60  63  65  69
  4   7   8  10  16  17  19  21  22  24  26  28  30  32  33  34  44  54  58  59  61  64  66  67
  1   2  11  12  18  20  22  25  26  32  33  35  37  39  40  42  43  47  51  54  58  59  67  69
  2   3  13  14  16  23  26  27  28  31  33  34  36  40  41  43  46  48  55  58  59  60  67  70
  3   4   9  11  15  17  24  27  28  32  34  35  37  41  42  47  49  51  56  57  59  60  61  70
  4   5   8  14  15  16  17  22  25  30  31  33  35  36  39  42  43  48  50  51  60  61  62  68
  5   6   9  10  19  22  23  26  28  29  31  32  34  36  37  38  39  40  43  49  57  61  62  69
  6   7   8  12  16  17  18  20  23  24  27  28  33  35  37  38  40  41  50  52  57  62  67  68
  1   7  10  13  15  16  17  20  24  25  29  32  34  36  38  39  41  42  46  53  58  68  69  70
  2   3   8  11  17  19  25  28  29  33  36  40  42  44  46  52  54  55  56  57  61  63  68  69
  3   4  10  14  17  18  26  30  34  37  39  41  43  47  52  53  55  56  62  63  64  67  68  69
  4   5   9  12  16  19  27  28  30  35  38  39  40  42  46  48  53  54  56  64  65  67  69  70
  5   6   8  13  15  17  19  20  30  32  36  40  41  43  47  49  51  52  54  55  65  66  67  70
  6   7  10  11  19  22  28  31  33  37  39  41  42  45  48  50  51  52  53  55  56  58  66  70
  1   7  12  14  16  17  21  23  29  30  31  34  40  42  43  45  49  51  52  53  54  56  57  59
  1   2   9  13  18  19  21  24  28  30  31  32  35  39  41  43  44  50  53  54  55  57  60  68
  3   5   8  10  18  20  22  30  34  35  38  40  42  46  49  50  53  55  57  58  59  60  63  66
  4   6  10  12  19  20  23  29  35  36  41  43  45  46  47  50  54  56  58  59  60  61  64  68
  5   7  12  13  18  21  24  28  29  30  36  37  42  47  48  52  55  58  59  60  61  62  65  69
  1   6  11  13  16  17  18  19  25  37  38  43  44  46  48  49  53  56  59  60  61  62  66  67
  2   7  11  14  16  20  26  28  30  32  38  39  45  46  47  49  50  52  54  60  61  62  63  70
  1   3   9  14  17  19  20  21  27  29  32  33  38  40  47  48  50  51  53  55  58  61  62  64
  2   4   8   9  15  18  20  29  31  33  34  38  39  41  44  48  49  52  54  56  58  59  62  65
  1   3  10  11  21  22  23  24  30  31  32  33  35  36  38  46  47  48  49  52  56  65  67  68
  2   4  12  14  19  20  23  24  25  30  33  34  36  37  44  47  48  49  50  53  57  66  69  70
  3   5   9  13  16  19  24  25  26  29  34  35  37  45  48  49  50  51  52  54  58  63  67  68
  4   6   8  11  16  18  21  25  26  27  29  31  32  35  36  49  50  52  53  55  59  64  69  70
  5   7  10  14  15  18  26  27  29  32  33  36  37  44  46  50  51  53  54  56  57  60  65  67
  1   6   9  12  15  16  18  22  27  29  30  31  33  34  37  46  47  54  55  61  63  66  68  70
  2   7   8  13  15  16  18  19  22  23  32  34  35  45  46  47  48  51  55  56  57  62  64  69
  2   5   8  12  21  23  31  32  37  41  42  44  46  49  51  53  58  61  62  63  64  67  68  70
  3   6  10  13  16  24  31  33  38  42  43  44  47  50  51  54  57  59  62  63  64  65  69  70
  4   7  11  12  20  25  28  29  31  32  34  38  43  48  51  55  57  60  63  64  65  66  67  68
  1   5  13  14  17  18  20  26  28  31  33  35  45  49  56  57  58  61  64  65  66  68  69  70
  2   6   9  11  17  21  27  30  34  36  39  45  46  50  51  57  58  59  62  65  66  67  68  69
  3   7   8  14  15  19  21  29  31  35  37  38  39  40  44  45  47  59  60  66  67  68  69  70
  1   4   9  10  16  18  20  21  22  36  40  41  44  45  48  51  52  57  60  61  63  67  69  70
```

- Lösung 2

```
  1   4   6   7   8  11  13  14  15  18  20  21  29  32  36  42  48  49  53  55  57  62  67  70
  1   2   5   7   8   9  12  14  15  16  19  21  30  33  36  37  43  49  54  56  58  63  64  68
  1   2   3   6   8   9  10  13  15  16  17  20  31  34  37  38  43  44  50  55  57  59  65  69
  2   3   4   7   9  10  11  14  16  17  18  21  32  35  38  39  44  45  51  56  58  60  66  70
  1   3   4   5   8  10  11  12  15  17  18  19  29  33  39  40  45  46  50  52  59  61  64  67
  2   4   5   6   9  11  12  13  16  18  19  20  30  34  40  41  46  47  51  53  60  62  65  68
  3   5   6   7  10  12  13  14  17  19  20  21  31  35  41  42  47  48  52  54  61  63  66  69
  1   4   6   7   8  11  13  14  22  25  27  28  34  35  39  41  43  46  50  56  60  63  64  69
  3   5   6   7  10  12  13  14  24  26  27  28  33  34  38  40  45  49  55  56  59  62  68  70
  1   2   5   7   8   9  12  14  22  23  26  28  29  35  40  42  44  47  50  51  57  61  65  70
  1   3   4   5   8  10  11  12  22  24  25  26  31  32  36  38  43  47  53  54  57  60  66  68
  1   2   3   6   8   9  10  13  22  23  24  27  29  30  36  41  45  48  51  52  58  62  64  66
  2   3   4   7   9  10  11  14  23  24  25  28  30  31  37  42  46  49  52  53  59  63  65  67
  2   4   5   6   9  11  12  13  23  25  26  27  32  33  37  39  44  48  54  55  58  61  67  69
  2   3   5   8  15  18  20  21  22  23  24  26  30  32  34  38  39  42  46  56  61  62  63  69
  1   9  10  12  15  22  32  33  34  35  37  39  41  42  45  48  53  54  59  60  62  63  65  70
  5   8   9  10  16  19  21  24  27  28  29  35  38  39  41  42  43  44  46  48  53  55  67  68
  2   8  10  12  16  17  20  25  26  27  36  41  44  49  50  52  53  56  60  61  62  63  67  70
  1   2   3  12  20  21  25  27  29  32  35  40  43  45  46  47  49  51  53  55  58  59  63  69
  1   3   5   9  18  20  25  28  31  33  34  36  41  42  46  50  51  54  55  56  58  66  67  70
  3   8   9  12  17  18  19  23  25  28  30  32  34  35  48  49  52  55  57  60  64  68  69  70
  3   4   6   9  15  16  19  21  23  24  25  27  31  33  35  36  39  40  47  50  57  62  63  70
  4   5   7  10  15  16  17  20  24  25  26  28  29  32  34  37  40  41  48  51  57  58  63  64
  1   5   6  11  16  17  18  21  22  25  26  27  30  33  35  38  41  42  49  52  57  58  59  65
  2   6   7  12  15  17  18  19  23  26  27  28  29  31  34  36  39  42  43  53  58  59  60  66
  1   3   7  13  16  18  19  20  22  24  27  28  30  32  35  36  37  40  44  54  59  60  61  67
  1   2   4  14  17  19  20  21  22  23  25  28  29  31  33  37  38  41  45  55  60  61  62  68
  4   8   9  14  15  18  20  23  26  27  34  35  37  38  40  41  43  45  47  49  52  54  66  67
  1   9  11  14  15  16  19  24  25  26  40  42  43  48  51  52  55  56  59  60  61  62  66  69
  1   2   7  11  19  20  24  26  31  34  35  39  44  45  46  48  49  50  52  54  57  58  62  68
  1   2   5  10  18  21  27  28  31  37  39  40  47  48  49  56  57  60  62  64  65  66  67  69
  2  10  11  13  16  23  29  33  34  35  36  38  40  42  46  49  54  55  57  60  61  63  64  66
  3  11  12  14  17  24  29  30  34  35  36  37  39  41  43  47  55  56  57  58  61  62  65  67
  4   8  12  13  18  25  29  30  31  35  37  38  40  42  44  48  50  56  58  59  62  63  66  68
  5   9  13  14  19  26  29  30  31  32  36  38  39  41  45  49  50  51  57  59  60  63  67  69
  6   8  10  14  20  27  30  31  32  33  37  39  40  42  43  46  51  52  57  58  60  61  68  70
  7   8   9  11  21  28  31  32  33  34  36  38  40  41  44  47  52  53  58  59  61  62  64  69
  2   4   7   8  17  19  24  27  30  32  33  40  41  42  45  50  53  54  55  56  57  65  66  69
  6   9  10  11  15  17  20  22  25  28  29  30  36  39  40  42  44  45  47  49  54  56  68  69
  7  10  11  12  16  18  21  22  23  26  30  31  36  37  40  41  43  45  46  48  50  55  69  70
  1  11  12  13  15  17  19  23  24  27  31  32  37  38  41  42  44  46  47  49  51  56  64  70
  2  12  13  14  16  18  20  24  25  28  32  33  36  38  39  42  43  45  47  48  50  52  64  65
  3   8  13  14  17  19  21  22  25  26  33  34  36  37  39  40  44  46  48  49  51  53  65  66
  4   9  10  13  18  19  20  22  24  26  29  31  33  35  43  49  53  56  58  61  64  65  69  70
  2   8  11  14  16  17  18  22  24  27  29  31  33  34  47  48  51  54  59  63  67  68  69  70
  3   9  11  13  17  18  21  26  27  28  37  42  43  45  50  51  53  54  57  61  62  63  64  68
  4  10  12  14  15  18  19  22  27  28  36  38  44  46  51  52  54  55  57  58  62  63  65  69
  5   8  11  13  16  19  20  22  23  28  37  39  45  47  52  53  55  56  57  58  59  63  66  70
  6   9  12  14  17  20  21  22  23  24  38  40  46  48  50  53  54  56  57  58  59  60  64  67
  7   8  10  13  15  18  21  23  24  25  39  41  47  49  50  51  54  55  58  59  60  61  65  68
  1   4   7   9  17  20  26  27  30  36  38  39  46  47  48  55  59  61  63  64  65  66  68  70
  2   3   4  13  15  21  26  28  29  30  33  41  43  44  46  47  48  52  54  56  57  59  60  70
  3   4   5  14  15  16  22  27  30  31  34  42  44  45  47  48  49  50  53  55  58  60  61  64
  4   5   6   8  16  17  23  28  31  32  35  36  43  45  46  48  49  51  54  56  59  61  62  65
  5   6   7   9  17  18  22  24  29  32  33  37  43  44  46  47  49  50  52  55  60  62  63  66
  1   6   7  10  18  19  23  25  30  33  34  38  43  44  45  47  48  51  53  56  57  61  63  67
  2   3   6  11  15  19  22  28  32  38  40  41  43  48  49  50  58  61  63  65  66  67  68  70
  2   4   6  10  19  21  22  26  32  34  35  36  37  42  47  50  51  52  55  56  59  64  67  68
  3   5   7  11  15  20  23  27  29  33  35  36  37  38  48  50  51  52  53  56  60  65  68  69
  1   4   6  12  16  21  24  28  29  30  34  37  38  39  49  50  51  52  53  54  61  66  69  70
  2   5   7  13  15  17  22  25  30  31  35  38  39  40  43  51  52  53  54  55  62  64  67  70
  1   3   6  14  16  18  23  26  29  31  32  39  40  41  44  52  53  54  55  56  63  64  65  68
  5  10  11  14  19  20  21  23  25  27  29  30  32  34  43  44  50  54  59  62  64  65  66  70
  6   8  11  12  15  20  21  24  26  28  30  31  33  35  44  45  51  55  60  63  64  65  66  67
  7   9  12  13  15  16  21  22  25  27  29  31  32  34  45  46  52  56  57  61  65  66  67  68
  1  10  13  14  15  16  17  23  26  28  30  32  33  35  46  47  50  53  58  62  66  67  68  69
  2   5   6  14  15  18  24  25  35  36  37  41  44  45  46  53  57  59  61  64  66  68  69  70
  3   4   7  12  16  20  22  23  33  39  41  42  43  44  49  51  57  59  62  64  66  67  68  69
  1   4   5  13  17  21  23  24  34  36  40  42  43  44  45  52  58  60  63  65  67  68  69  70
  3   6   7   8  16  19  25  26  29  37  38  42  45  46  47  54  58  60  62  64  65  67  69  70
```

## Oval
Ein Oval des Blockplans ist eine Menge seiner Punkte, von welcher keine drei auf einem Block liegen. Hier ist ein Beispiel eines Ovals maximaler Ordnung für jede Lösung dieses Blockplans:
- Lösung 1

```
  1   2   6
```

- Lösung 2

```
  1  16  45
```